# Route européenne 821
Pour les articles homonymes, voir Route 821.
La route européenne 821 est une route reliant Rome à San Cesareo.